# Ceahlău

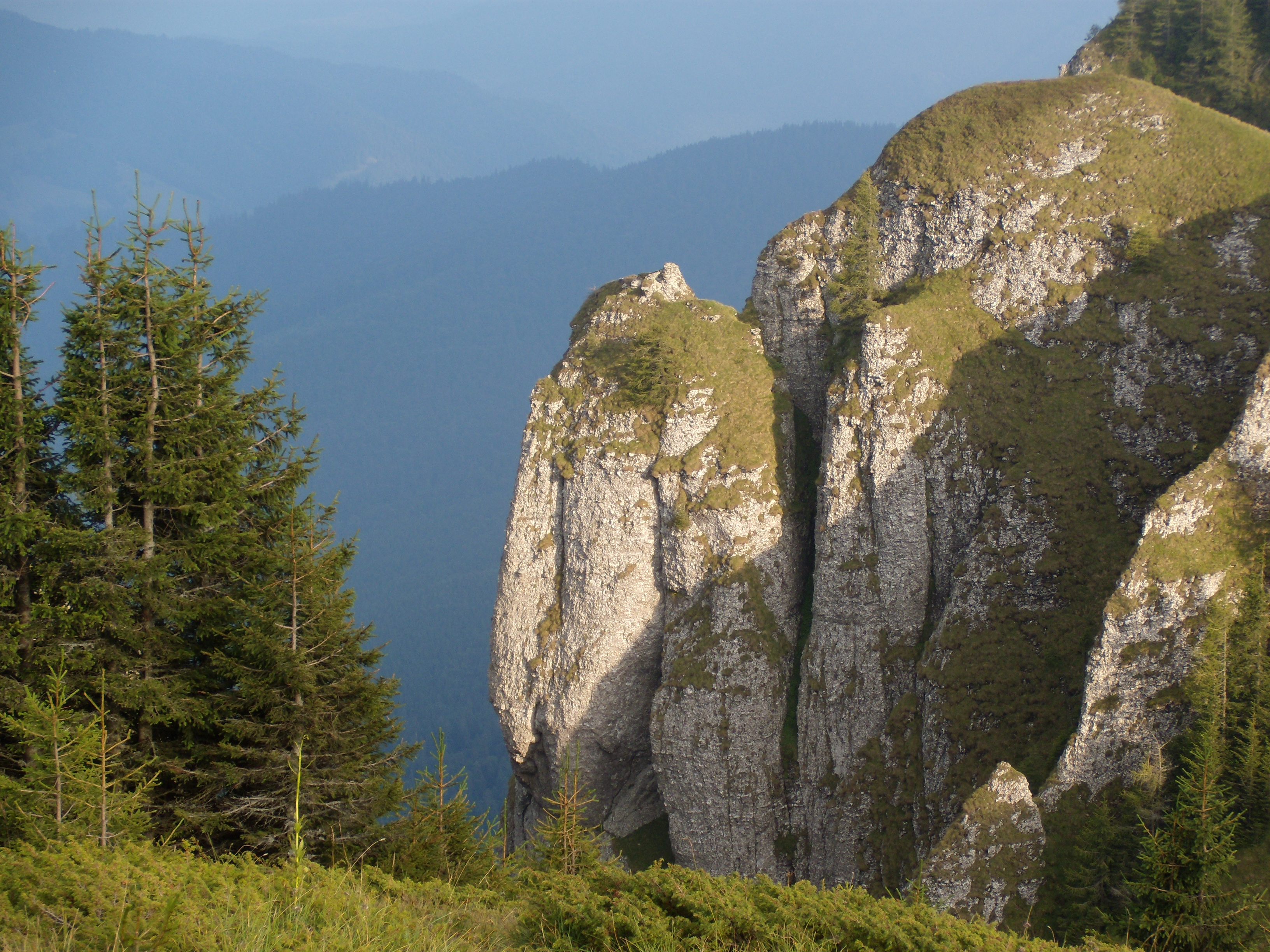
Skalní útvary v pohoří Ceahlau

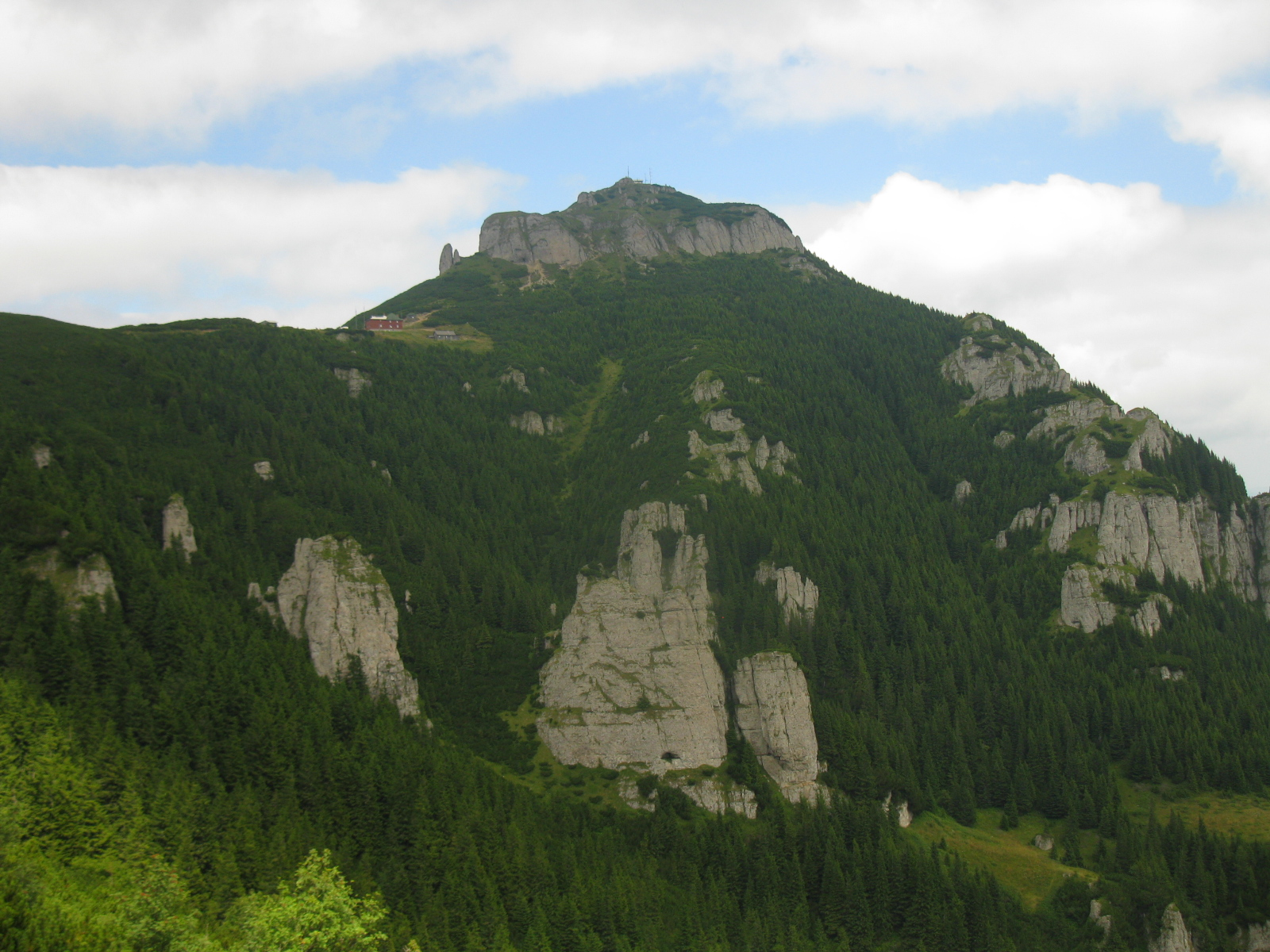
Vârful Toaca

Ceahlău je pohoří v Rumunsku, patřící do Vnitřních Východních Karpat. Administrativně spadá pod župu Neamt. Nejvyššími vrcholy jsou Ocolasul Mare (1907 m) a Toaca (1904 m). Odvodňováno je řekami Bistrita, Bistricioara a Bicaz. Geologicky je tvořeno převážně vápenci a slepenci, které zde vytvářejí monumentální skalní útvary.
Pohoří má zvláštní místo v rumunské, potažmo dácké mytologii, neboť bylo považováno za sídlo nejvyššího dáckého boha Zalmoxise; bývá nazýváno „rumunským Olympem“. Na ploše 7 742 ha je vyhlášen Národní park Ceahlău s bohatstvím karpatské flóry a fauny.
K významným turistickým cílům pohoří patří skalní formace Dochia a Cusma Dorobantului, vodopád Duruitoarea nebo přehradní jezero Bicaz (rumunsky Lacul Izvorul Muntelui), dobré podmínky jsou zde pro treking, běžky a horská kola.